# Twee vorstinnen en een vorst (boek)
Twee vorstinnen en een vorst is een autobiografische verhalenbundel uit 1975 van uitgever en schrijver Geert van Oorschot, die hij in 1975 publiceerde onder het pseudoniem R.J. Peskens.
De bundel is verdeeld in twee groepen verhalen. In de eerste groep, getiteld In volle bloei, staat het karakter en een aantal wederwaardigheden centraal van de moeder van de verteller, een jonge onstuimige volksvrouw die maatschappelijk niets aan zich gelegen laat liggen. Ze is een antiroyalistische en antimilitaristische anarchiste, wars van enig gezag boven zich. Wordt zij of haar zoon tekort gedaan, al is het slechts in haar dwarse belevingswereld, dan kanaliseert zich haar drift in  weinig subtiele wraakacties. Zo zijn onder anderen de kolenboer die haar midden in de winter geen emmer kolen op krediet meer geeft, de huisbaas die achterstallige huur komt innen en de gymnastiekleraar die haar zoon op de middelbare school kleineert, het slachtoffer van haar represailles. Ook de burgemeester van de stad waar ze woont en ‘de mevrouw’ bij wie ze als werkster in dienst is, krijgen van haar de wind van voren als ze zich tekort gedaan voelt. Maar als de kermis in de stad is gaat ze uit haar dak. Ze verdwijnt zomaar voor een aantal dagen uit haar gezin en komt, zonder enige verklaring, weer terug als het grote feest voorbij is. Zij zegt niets en niemand vraagt wat.
De handeling betreft moeder en haar plm. 12-jarige zoon; vader – een zachtaardige, sussende bemiddelaar en een gematigde socialist – speelt een bijrol en de twee zusters van de verteller zijn slechts schimmige figuren.
In de tweede groep verhalen, Het verval, is de lezer een halve eeuw verder, is de verteller een zestiger en beide ouders tachtigers. Het is een aaneensluitend relaas van voortschrijdende ouderdom met de treurige viering van de laatste verjaardagen, een weinig feestelijke receptie van de 60-jarige bruiloft, lichamelijke aftakeling in een verpleegtehuis – moeder is zwaar dement geworden – en ten slotte het overlijden van beide ouders. De ontruiming van de kamers door twee zoons en wat kleinzielige hebzucht met betrekking tot een paar overgebleven spullen bij de weinige familieleden besluiten het boek.
De stad waar de verhalen uit de bundel zich afspelen is Vlissingen, waar Geert van Oorschot geboren en getogen is. Nergens wordt dat echter vermeld en ook de namen van de moeder, vader en de verteller worden niet genoemd. In de tweede helft van het boek komt de lezer enkele namen te weten van zusters en broers, ooms en tantes. Pas in Peskens' latere roman Mijn tante Coleta wordt de naam van moeder genoemd: Jewanne.

## Drukgeschiedenis
Twee vorstinnen en een vorst verscheen - uiteraard - bij uitgeverij G.A. van Oorschot in Amsterdam. Het boek beleefde, tot grote verrassing van de auteur, 14 drukken. In 1994 verscheen ter gelegenheid van het 50-jarige bestaan van de uitgeverij De Vlissingse verhalen, waarin de verhalen samen werden uitgegeven met Mijn tante Coleta en andere verhalen.

## Verfilming
In 1981 werd de film Twee vorstinnen en een vorst van Otto Jongerius uitgebracht, maar die was in de eerste plaats gebaseerd op Mijn tante Coleta, hoewel elementen waren verwerkt uit de gelijknamige verhalenbundel.